# Crassispira rustica
Crassispira rustica är en snäckart som först beskrevs av Sowerby 1834.  Crassispira rustica ingår i släktet Crassispira och familjen Turridae. Inga underarter finns listade i Catalogue of Life.